# Міоськи Рашківські
Міоськи Рашківські (Брідківський) — річка у Дністровському районі Чернівецької області, права притока Дністер (басейн Чорного моря).

## Опис
Довжина річки 14  км., похил річки — 1,7 м/км. Формується з багатьох безіменних струмків та водойм. Площа басейну 87,0 км².

## Розташування
Бере початок на північній околиці села Млинки. Тече переважно на північний схід через село Поляна. У селі Рашків впадає у річку Дністер за 860 км від його гирла.